# Sault Sainte-Marie (Michigan)
Pour les articles homonymes, voir Sault Sainte-Marie.
Sault Sainte-Marie (ou Sault Ste-Marie), siège du comté de Chippewa, est la plus vieille ville de l’État du Michigan et l'une des plus vieilles des États-Unis d'Amérique. 
Elle se situe à l'extrémité orientale de la péninsule supérieure du Michigan, à la frontière canadienne, séparée de sa ville jumelle de Sault Sainte-Marie — la plus ancienne ville de la province canadienne de l'Ontario — par la rivière Sainte-Marie. Les fameuses écluses du Sault sont entre les deux villes.
Lors du recensement de 2010, la population de la ville était de 14 144 habitants. 
Sault Sainte-Marie possède un aéroport Sault Ste. Marie Municipal Airport (en) (Automatic Weather Observing / Reporting System / Chippewa International, code AITA : CIU).

## Histoire
La région est habitée pendant des siècles par les Ojibwés, qui l'appellent Baawitigong (« rapides cascades »), en référence aux rapides de la rivière Sainte-Marie. Les premiers explorateurs européens à se rendre dans la région étaient des Français, au XVIIe siècle. À cette époque, « rapides » se disait sault en ancien français, d'où le nom de la ville, et d'où aussi le nom de « Saulteux » (souvent écrit Sauteux) donné par ceux-ci aux autochtones. C'est en 1668 que, les missionnaires Claude Dablon et Jacques Marquette fondent une mission jésuite à Sault-Sainte-Marie (Ontario), laquelle s'étendra ensuite de l'autre côté de la rivière Sainte-Marie. qui trace aujourd'hui la frontière entre le Canada et les États-Unis. Le 4 juin 1671, Simon François Daumont de Saint-Lusson, un agent colonial, est envoyé de Québec pour proposer un congrès des nations amérindiennes dans la région. Le pelletier et interprète Nicolas Perrot est mis à contribution pour convaincre les chefs d'y participer, et des représentants de 14 nations autochtones sont invités. Les responsables français proclament alors l'appropriation de l'immense territoire environnant le lac Supérieur au nom du roi Louis XIV.
Sault Sainte-Marie du Michigan est donc la troisième plus vieille ville à l'ouest des Appalaches, et le plus vieil établissement du Michigan. Durant le XVIIIe siècle, ce fut un carrefour important du commerce de la fourrure, en tant que poste de traite de la Compagnie du Nord-Ouest.

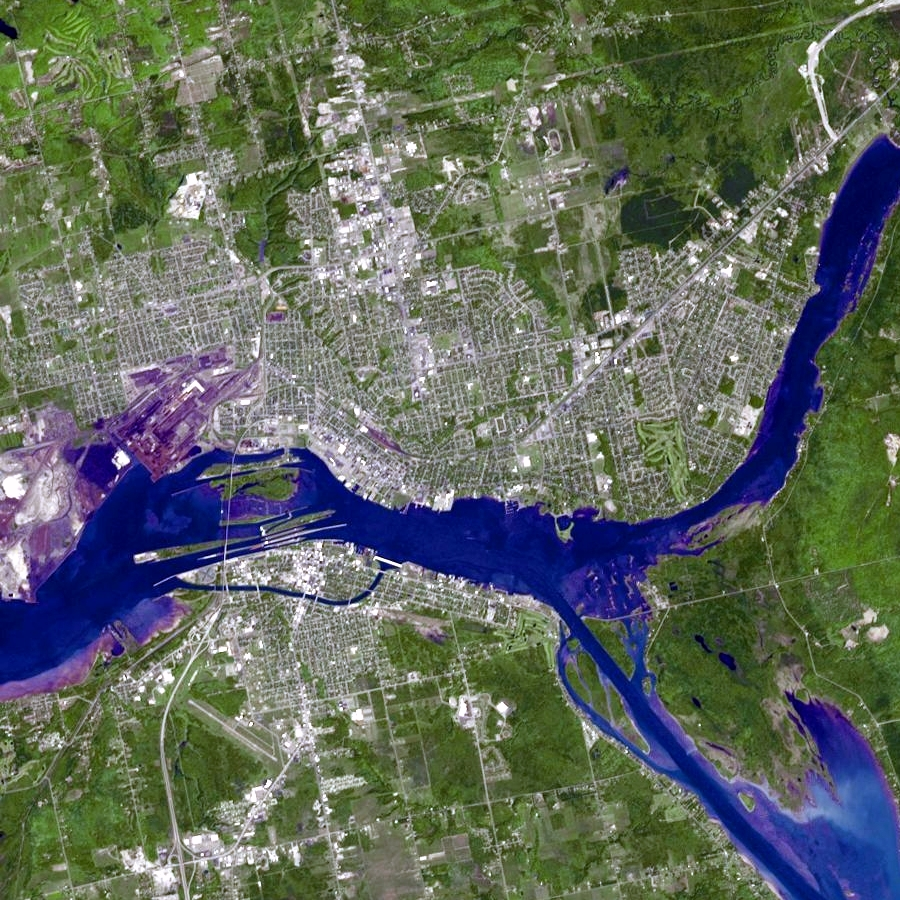
Image satellite de juin 2007 : Sault Sainte-Marie (Michigan) au sud et Sault Sainte-Marie (Ontario) au nord.